# Bundesamt für Verfassungsschutz

Logo för BfV

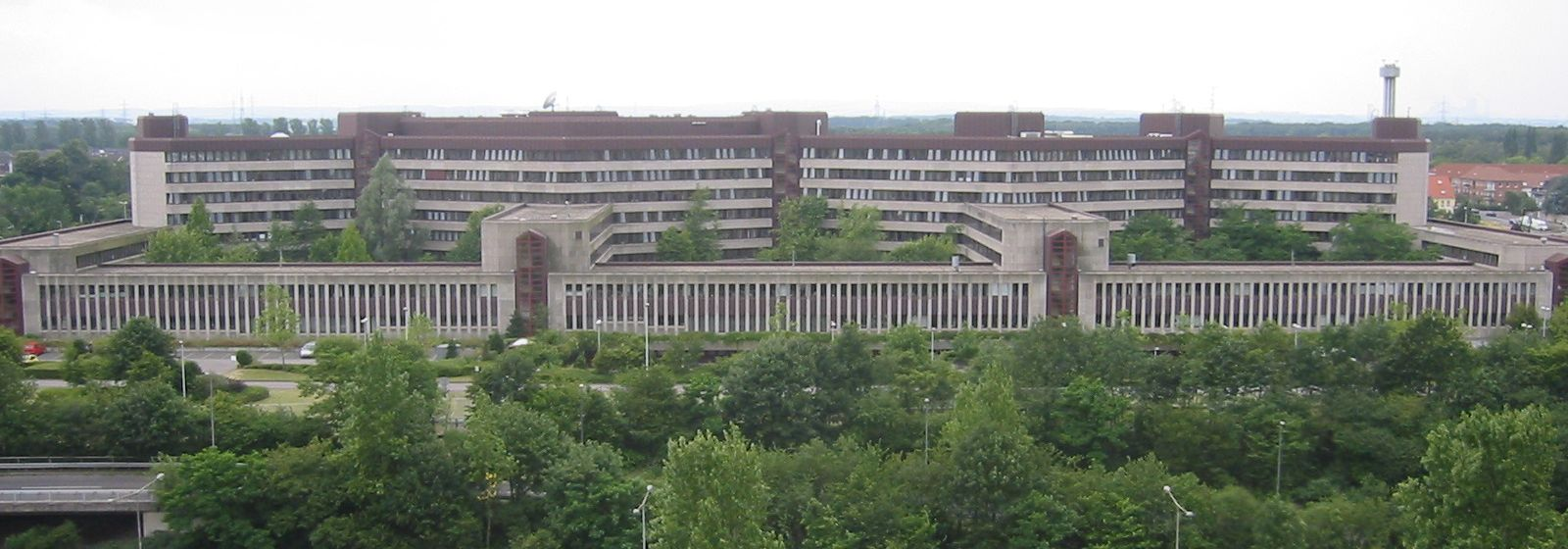
Byggnadskomplex tillhörigt BfV i Köln.

För Österrikes Bundesamt für Verfassungsschutz, se Verfassungsschutz (Österrike)
Bundesamt für Verfassungsschutz, Verfassungsschutz, (BfV), är bredvid Bundesnachrichtendienst och Militärischer Abschirmdienst en av Tysklands tre underrättelsetjänster. Främsta uppgifterna är kontraspionage och informationsinhämtning rörande författningsfientliga personer och organisationer.

## Arbetsområden
BfV inriktar sin verksamhet på följande arbetsområden:
- Högerextremism
- Vänsterextremism
- Islamism och islamistisk terrorism
- Övrig icke-tysk extremism
- Spionage, kärnvapenspridning, industrispionage, sekretessskydd och sabotageskydd
- Scientologi

### Arbetssätt
Omkring 80 % av den information som BfV använder sig av inhämtas från öppna källor. Det handlar då om allmänt tillgängliga källor, som tidningar, broschyrer, flygblad, internet m m, besök vid extremistiska organisationers offentliga framträdanden och frivilligt lämnade uppgifter.
Viss underrättelseinhämtning sker genom andra medel. Till dessa hör:
- Informatörer i extremistiska och terroristiska organisationer.
- Spaning genomförd av personal under täckmantel.
- Hemlig fotografering eller videofilmning.
- Under vissa förhållanden tillåten övervakning av brev-, post- och teletrafiken.

Personalen kan vid behov tilldelas identitetskort med falska namn.

## Organisation

### Bundesamt für Verfassungsschutz (BFV)
Bundesamt für Verfassungsschutz (BfV) är Tysklands inrikes underrättelsetjänst. Den är underordnat inrikesministeriet (Bundesministerium des Inneren) och styrs av en president. BFV:s rättigheter och uppgifter regleras i förbundets författningsskyddslag (Bundesverfassungsschutzgesetz). Huvudkontoret ligger vid Merianstraße 100 i Köln-Chorweiler. Året 2004 fanns det 2.429 anställda (2003: 2.401) och budgetet uppgick 2004 till 141 miljoner euro (2003: 144 miljoner euro).
BfV:s huvuduppgift är att utvärdera och koordinerar informationer från de 16 Landesbehörden für Verfassungsschutz, men kan också bli aktivt för att få egna informationer.

### Landesbehörden für Verfassungsschutz (LFV)
I Förbundsrepubliken Tyskland finns 16 Landesbehörden für Verfassungsschutz som ingår i de av författningsskyddsmyndigheter betecknade underrättelsetjänster som är ansvariga för inlandet. BFV och LFV fungerar och arbetar oberoende av varandra utan att BFV kan ge några order till LFV.
De Landesbehörden är förbundsländernas motsvarighet till Bundesamt für Verfassungsschutz. Det finns egenständiga myndigheter i Baden-Württemberg, Bayern, Berlin, Bremen, Hamburg, Hessen, Niedersachsen, Saarland, Sachsen, Sachsen-Anhalt och Thüringen som är underordnade landets inrikesminister. I Brandenburg, Mecklenburg-Vorpommern, Nordrhein-Westfalen, Rheinland-Pfalz och Schleswig-Holstein existerar LfV inte som självständig myndighet utan ingår istället som avdelning (vanligtvis med Nr. IV) i inrikesministeriet. Det har den organisatorisk fördel att ministern snabbt och direkt har tillgång till information.

### Avdelningar vid BfV
- Abteilung 1
  - Centralavdelning, rapportering, dataskydd, övervakning, spaningsteknik, brev- och telefonövervakning.
- Abteilung 2
  - Inhemsk höger- och vänsterextremism
- Abteilung 3
  - (nedlagd)
- Abteilung 4
  - Spionageskydd, sekretess, sabotageskydd
- Abteilung 5
  - Utländsk extremism och terrorism
- Abteilung 6
  - Islamistisk extremism och terrorism
- Abteilung Z
  - Personal-, ekonomi-, rätts- och ADB-frågor.

## Personal
Personalen vid BfV tillhör följande befordringsgångar:
- Mellankarriären
  - Krav: realexamen eller grundskola och avslutad yrkesutbildning.
  - Två års utbildning vid BfV i icke-teknisk tjänst.
  - Övergång från andra myndigheter för tjänstemän i teknisk och icke-teknisk tjänst.

- Högre mellankarriären
  - Krav: studentexamen.
  - Tre års utbildning vid BfV i icke-teknisk tjänst.
  - Övergång från andra myndigheter för tjänstemän i teknisk och icke-teknisk tjänst.

- Högre karriären
  - Krav: akademisk examen på avancerad nivå.
  - Övergång från andra myndigheter.

## Historia
Bundesamt für Verfassungsschutz skapades efter det att lagen om författningsskydd godkänts i Västtysklands förbundsdag 1950. Detta skedde efter att de västliga ockupationsmakterna under 1949 initierat den kommande västtyska statsapparten att skapa ett författningsskydd.